# León Strembel
León Strembel (23 giugno 1918 – ...) è stato un calciatore argentino, di ruolo centrocampista.

## Carriera

### Club
Giocò tutta la carriera nel campionato argentino.

### Nazionale
Con la maglia della Nazionale ha trionfato a livello continentale nel 1946.

## Palmarès

### Club

#### Competizioni nazionali
- Primera B Nacional: 1

Lanús: 1950

### Nazionale
- Campeonato Sudamericano de Football: 1

Argentina 1946